# Открытый чемпионат Германии по теннису среди мужчин 2004
Открытый чемпионат Германии по теннису среди мужчин 2004 года — 98-й розыгрыш ежегодного профессионального теннисного турнира среди мужчин, проводящегося в немецком городе Гамбург и являющегося частью тура ATP в рамках серии Мастерс. Турнир прошёл с 10 по 17 мая. Соревнование продолжало околоевропейскую серию грунтовых турниров, подготовительную к Открытому чемпионату Франции.
Прошлогодние победители:
- в одиночном разряде —  Гильермо Кориа
- в парном разряде —  Даниэль Нестор и  Марк Ноулз

## Соревнования

### Одиночный турнир
Роджер Федерер обыграл  Гильермо Корию со счётом 4-6, 6-4, 6-2, 6-3.
- Федерер выиграл 4-й одиночный титул в сезоне и 15-й за карьеру в основном туре ассоциации.
- Кориа сыграл 4-й одиночный финал в сезоне и 14-й за карьеру в основном туре ассоциации.

### Парный турнир
Уэйн Блэк /  Кевин Ульетт обыграли  Боба Брайана /  Майка Брайана со счётом 6-4, 6-2.
- Блэк выиграл 2-й парный титул в сезоне и 16-й за карьеру в основном туре ассоциации.
- Ульетт выиграл 2-й парный титул в сезоне и 22-й за карьеру в основном туре ассоциации.